# MS-1 (char)
 (mars 2016).
Si vous disposez d'ouvrages ou d'articles de référence ou si vous connaissez des sites web de qualité traitant du thème abordé ici, merci de compléter l'article en donnant les références utiles à sa vérifiabilité et en les liant à la section « Notes et références ».
Le MS-1 (également appelé T-18, en russe maliy soprovozhdeniya, perviy, « Premier [véhicule de] soutien ») fut le premier char de conception purement soviétique, produit à partir de 1928 et jusqu'en 1931. Il était basé sur le Renault FT, avec en plus un système de suspension à ressorts verticaux.

## Historique
Ce char fut conçu par le professeur V. Zaslavsky dans les nouvelles usines d'armement de l'URSS construites depuis peu sous la direction centrale de l'industrie militaire. Le moteur de 35 chevaux, qui était une copie du moteur de 15 chevaux italien conçu par Fiat, fut fourni par les usines AMO de Moscou, et le canon était une copie modifiée du 37 mm Modèle 1885 TR système Hotchkiss. La suspension à ressorts qui permettait au char de se déplacer plus rapidement sur des sols rugueux et cahoteux fut l'amélioration la plus importante des usines Renault.  Un prototype nommé T-16 fut testé en juin 1927, et approuvé pour la production dès le mois de juillet, avec les améliorations provenant du MS-1.
Sa production avait lieu au sein de l'usine Obukhov de Leningrad (plus tard renommée usine Bolshevik), et débuta en mai 1928. Les 30 premiers exemplaires produits présentèrent de sérieux problèmes techniques. Après plusieurs arrêts, la construction d'un nouveau modèle amélioré du MS-1 avec un moteur de quarante chevaux ainsi qu'une tourelle pivotante fut lancée de 1929 à 1931, aboutissant à la production d'un total de plus de 1 000 unités de ce type.

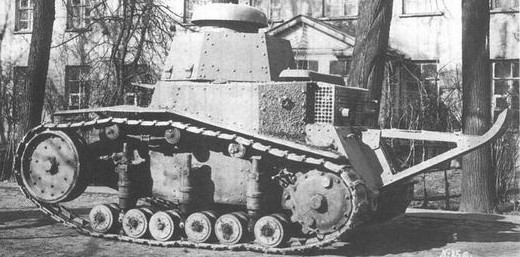
Char T-16.

Un nombre notable de modèles expérimentaux basés sur le T-16 et le MS-1 furent testés à l'usine Bolshevik, ce qui amena à la création du char T-19 avec son moteur de 90 chevaux en 1931, ainsi que le T-20 doté d'un moteur de 60 chevaux. Le nouveau service de conception de chars « T2K » (plus tard renommé Service de conception de blindés de Morozov) situé dans l'usine de locomotives de Kharkov utilisa le T-18 comme base pour la construction d'un nouveau char, le T-24.
Une compagnie militaire expérimentale équipée de T-18 prit part à la défense de la ligne de chemin de fer soviétique située le plus à l'est de l'Union soviétique, située dans la région de Vladivostok, contre les forces mandchoues en 1929.
Le T-18 et ses modèles dérivés furent dans l'ensemble des chars peu efficaces et n'apportèrent pas de succès notable à l'Armée rouge mais ils donnèrent cependant à l'industrie soviétique leurs premières expériences en termes de conception de véhicules blindés, et dans le même temps des plans de construction de nouveaux chars étrangers furent disponibles pour en produire en grand nombre par l'industrie soviétique.

## Histoire de la production
Le premier char produit par l'URSS était une copie du char français Renault FT, dont un exemplaire a été capturé par l'armée rouge en 1919. L'engin a été confié à l'usine de Sormovo, nommée à l'époque Krasnoïé Sormovo (Sormovo rouge) qui était chargée de le reproduire et de lancer sa fabrication de 15 blindés jusqu'à fin 1920. Malgré les nombreuses difficultés, l'usine a su assembler le premier char en août 1920, et peu de temps après elle a pu produire les 14 autres engins restants à construire. Cependant  les difficultés économiques et politiques de l'époque imposèrent l'arrêt de production de ce char.
Les commandes de production de chars d'assaut sont reparties en 1926, lorsque la programmation triennale de construction de chars a été décidée.

## Caractéristiques techniques
| ТТХ FT et série des chars Т-18         |                                           |                              |                              |                              |                              |                              |                              |
|                                        | FT                                        | Т-16                         | Т-18 de 1927                 | Т-18 de 1929                 | Т-18 de 1930                 | Т-20                         | Т-18М                        |
| Dimensions                             |                                           |                              |                              |                              |                              |                              |                              |
| Longueur sans le canon                 | 4,12                                      | 3,42                         | 3,47                         | 3,47                         | 3,45                         | 3,47                         | 3,52                         |
| Longueur totale                        | 5,01                                      | 4,35                         | 4,38                         | 4,38                         | 4,35                         | 4,30                         | —                            |
| Largeur, m                             | 1,74                                      | 1,80                         | 1,76                         | 1,76                         | 1,76                         | 1,76                         | 1,75                         |
| Hauteur, m                             | 2,38                                      | 2,03                         | 2,12                         | 2,12                         | 2,12                         | 2,15                         | 2,18                         |
| Masse au combat, t                     | 6,47 / 6,68                               | 5,05                         | 5,30                         | 5,50                         | 5,90                         | 5,80                         | 5,80                         |
| Blindage, mm                           |                                           |                              |                              |                              |                              |                              |                              |
| Avant de caisse                        | 16                                        | 16                           | 16                           | 16                           | 16                           | 15                           | 16                           |
| Flanc de caisse                        | 16                                        | 16                           | 16                           | 16                           | 16                           | 15                           | 16                           |
| Tourelle : avant, flanc, arrière       | 16 / 22                                   | 16                           | 16                           | 16                           | 16                           | 16                           | 16                           |
| Toit                                   | 8                                         | 8                            | 8                            | 8                            | 8                            | 7                            | 8                            |
| Plancher                               | 8                                         | 8                            | 8                            | 8                            | 8                            | 4                            | 8                            |
| Armement                               |                                           |                              |                              |                              |                              |                              |                              |
| Canon                                  | 37-mm «Hotchkiss» ou 1 × 7,62-mm mle.1914 | 37-mm «Hotchkiss»            | 37-mm «Hotchkiss» ou PS-1    | 37-mm «Hotchkiss» ou PS-1    | 37-mm «Hotchkiss» ou PS-1    | 37-mm «Hotchkiss» ou PS-1    | 37-mm «Hotchkiss» ou PS-1    |
| Mitrailleuse                           | 37-mm «Hotchkiss» ou 1 × 7,62-mm mle.1914 | 2 × 6,5-mm Fedorova          | 2 × 6,5-mm Fedorova          | 2 × 6,5-mm Fedorova          | 1 × 7,62-mm DT               | 1 × 7,62-mm DT               | 1 × 7,62-mm DT               |
| Munitions : Canon / Mitrailleuse       | 237 / 4800                                | 81 / 4000                    | 96 /                         | 104 / 2016                   | 104 / 2016                   | 109 / 3000                   | 112 / 1449                   |
| Mobilité                               |                                           |                              |                              |                              |                              |                              |                              |
| Moteur                                 | moteur à essence 4 cylindres              | moteur à essence 4 cylindres | moteur à essence 4 cylindres | moteur à essence 4 cylindres | moteur à essence 4 cylindres | moteur à essence 4 cylindres | moteur à essence 4 cylindres |
| Puissance spécifique, CV / tonne       | 6,03 / 5,83                               | 6,93                         | 6,60                         | 6,36                         | 6,78                         | 6,89                         | 8,62                         |
| Vitesse maximale sur route, km/h       | 7,8                                       | 13                           | 16,4                         |                              | 22                           | 18,5                         | 24,3                         |
| Vitesse maximale en tout terrain, km/h | 3,5                                       | н/д                          | 6,5                          |                              | ?                            | ?                            | ?                            |
| Autonomie sur route, km                | 35                                        | 100                          | 100                          |                              | 120                          | 192                          | ?                            |
| Pression au sol, kg/cm2                | 0,60                                      | 0,378                        | 0,37                         | ?                            | 0,374                        | 0,33                         | 0,37                         |
| Franchissement de fossés, m            | 1,35                                      | 1,5                          | 1,85                         | 1,85                         | 1,85                         | 1,9                          | ?                            |
| Franchissement de murs, m              | 0,6                                       | 0,5                          | 0,5                          | 0,5                          | 0,55                         | 0,55                         | ?                            |
| Franchissement de gués, m              | 0,7                                       | 0,72                         | 0,8                          | 0,8                          | 0,8                          | 0,8                          | ?                            |